# Ое (село)
Ое (ест. Oe, виро Oe) — село в Естонії, входить до складу волості Антсла, повіту Вирумаа.